# Bicyclus campina
Bicyclus campina je leptir iz porodice šarenaca. Pronađen je u Nacionalnom parku Semuliki (zapadna Uganda), Keniji, Tanzaniji, Demokratskoj Republici Kongo, Zambiji, Malaviju, Mozambiku i Zimbabveu. Stanište su mu guste savane i otvorene šume.
Odrasli su u letu tijekom cijele godine. Kod ove je vrste zabilježena sezonalna polifenija.
Ličinke se hrane travama.

## Podvrste
- Bicyclus campina campina (Uganda, Tanzanija, Demokratska Republika Kongo, Zambija, Malavi, Mozambik, istočni Zimbabve)
- Bicyclus campina carcassoni, Condamin, 1963 (središnja Kenija)
- Bicyclus campina ocelligera (Strand, 1910) (Kenijska obala, obala i sjeveroistočna visočja Tanzanije)

## Vanjske poveznice
|  | Zajednički poslužitelj ima još gradiva o temi Bicyclus campina |